# Biberist
Biberist est une commune suisse du canton de Soleure, située dans le district de Wasseramt.

Vue aérienne (1967).

## Culture et patrimoine

### Héraldique
| Blason | Blasonnement : Coupé de gueules et d'argent à deux crampons posés en sautoir de l'un en l'autre. |